# Höllberg (Gutau)
Der Höllberg ist ein 784 m ü. A. hoher Berg in der Marktgemeinde Gutau in Oberösterreich.

## Geografie
Der Höllberg gehört zur Raumeinheit des Aist-Naarn-Kuppenlandes. Er liegt in der Katastralgemeinde Erdmannsdorf und im Einzugsgebiet des Flanitzbaches. In seinem Südwesten entspringt der Klammbach. Der Berg besteht aus Weinsberger Granit.

## Freizeit und Tourismus
Am Fuß des Bergs steht die 2006 erbaute Höllberghütte. Es handelt sich um eine Rundholzhütte, die als Veranstaltungsstätte und für Übungen der Freiwilligen Feuerwehr Erdmannsdorf Verwendung findet. Mehrere leichte Wanderwege führen über den Höllberg: der 18,1 Kilometer lange Gutauer Genuss-Wanderweg, der 8,7 Kilometer lange Waldluftbadeweg Kuppenland und die 8,6 Kilometer lange Erdmannsdorf-Runde.